# کربین (کنتاکی)
کربین (به انگلیسی: Corbin) شهری در ایالت کنتاکی کشور ایالات متحده آمریکا است که جمعیت آن در سرشماری سال ۲۰۱۰ میلادی، ۷٬۳۰۴ نفر بوده‌است.